# Cao Wei
Denna artikel syftar på ett kungadöme i Kinas historia, för andra betydelser se Wei
Cao Wei eller Wei eller (曹魏; Cáo Wèi) var ett kungadöme under perioden de tre kungadömena i Kina. Riket existerade 220 till 265. De andra två rikena var Östra Wu och Shu Han. Kungadömet grundades år 220 av Cao Pi som tvingade den sista kejsaren av Handynastin att abdikera. Han utropade Weidynastin, men lyckades aldrig få kontroll över områdena som Handynastin hade haft.

## Regentlängd
| Nr | Personnamn    | Postumt namn      | Tempelnamn       | Regeringstid | Regeringsperiod                                               |
| -- | ------------- | ----------------- | ---------------- | ------------ | ------------------------------------------------------------- |
| 1  | Cao Cao 曹操  | Wei Wudi 魏武帝   |                  | 215 ↓ 220    |                                                               |
| 2  | Cao Pi 曹丕   | Wei Wendi 魏文帝  | Wei Gaozu 魏高祖 | 220 ↓ 226    | Huangchu 黃初 220–226                                         |
| 3  | Cao Rui 曹叡  | Wei Mingdi 魏明帝 | Wei Liezu 魏烈祖 | 226 ↓ 239    | Taihe 太和 227–232 Qinglong 青龍 233–236 Jingchu 景初 237–239 |
| 4  | Cao Fang 曹芳 | Wei Shaodi 魏少帝 |                  | 239 ↓ 253    | Zhengshi 正始 240–248 Jiaping 嘉平 249–253                    |
| 5  | Cao Mao 曹髦  |                   |                  | 254 ↓ 259    | Zhengyuan 正元 254–255 Ganlu 甘露 256–259                     |
| 6  | Cao Huan 曹奐 |                   |                  | 260 ↓ 265    | Jingyuan 景元 260–263 Xianxi 咸熙 264–265                     |